# Rechtsweg

Staatliche Gerichtsbarkeit in Deutschland: Gerichtszweige (horizontal) und Instanzenzug (vertikal).

Rechtsweg nennt man den Zugang zur staatlichen Gerichtsbarkeit, bei der um Rechtsschutz nachgesucht werden kann.
Die rechtsprechende Gewalt ist unabhängigen Richtern anvertraut und wird in Deutschland durch das Bundesverfassungsgericht, durch die im Grundgesetz (GG) vorgesehenen Bundesgerichte und durch die Gerichte der Länder ausgeübt (Art. 92 GG).
Die Gerichtsorganisation ergibt sich aus Art. 95 GG, der zwischen der ordentlichen, der Verwaltungs-, der Finanz-, der Arbeits- und der Sozialgerichtsbarkeit unterscheidet. Die einzelnen Gerichtswege sind grundsätzlich gleichwertig. Die Abgrenzung der in Art. 95 GG vorausgesetzten Fachgerichte (Gerichtszweige) ergibt sich aus den verschiedenen Prozessordnungen und dem Gerichtsverfassungsgesetz. Niemand darf seinem gesetzlichen Richter entzogen werden (Art. 101 Abs. 1 Satz 2 GG).
Art. 19 Abs. 4 GG enthält eine Rechtsweggarantie für Rechtsverletzungen durch die öffentliche Gewalt.
Die einzelnen Rechtsmittel, mit denen eine gerichtliche Entscheidung angefochten werden kann, eröffnen den Zugang zu den im Instanzenzug nächsthöheren Gerichten innerhalb eines Gerichtszweigs. Besondere Zulässigkeitsvoraussetzung für den Zugang zum Bundesverfassungsgericht und dem Europäischen Gerichtshof für Menschenrechte (EGMR) ist bei der Verfassungsbeschwerde bzw. Individualbeschwerde die Rechtswegerschöpfung.

## Geschichte
Historisch ist der Rechtsweg als Gegenbegriff zum „Verwaltungsweg“ entstanden. Er meint den Zugang zu unabhängigen – „ordentlichen“ – Gerichten und war bis zum 19. Jahrhundert nur in Straf- und Zivilsachen gegeben. Gegen Maßnahmen der Verwaltung musste man dagegen vor weisungsabhängigen Verwaltungsbehörden vorgehen (Verwaltungsselbstkontrolle). Ob der (ordentliche) Rechtsweg eröffnet war, war also gleichbedeutend mit der Frage, ob überhaupt Gerichte entscheiden würden. Von großer Bedeutung und stark umkämpft war es deshalb, ob die Gerichte selbst über ihre Zuständigkeit entscheiden oder ob das der Verwaltung bzw. Regierung zusteht (vgl. Kompetenzkonflikt).
Als die Forderung nach Rechtsschutz auch in Verwaltungssachen lauter wurde, boten sich verschiedene Wege an. Die meisten der mit dem Thema befassten Juristen wollten den Zivilgerichten auch Verwaltungssachen zuweisen, so etwa Otto Bähr oder Lorenz von Stein. Andere forderten eine eigene, unabhängige Verwaltungsgerichtsbarkeit (Rudolf von Gneist). Nur in den Hansestädten Bremen, Hamburg und Lübeck wurde das Ideal des Justizstaates verwirklicht, in dem bis in die 1920er Jahre Zivilgerichte Verwaltungsakte nachprüfen konnten. Überwiegend befürwortete man dagegen den Verwaltungsgerichtsstaat. Baden errichtete 1863 als erster Bundesstaat eine unabhängige Verwaltungsgerichtsbarkeit (Verwaltungsgerichtshof), weitere folgten. 1933 war nur noch Schaumburg-Lippe ohne Verwaltungsgerichte. Auf Reichsebene existierten dagegen nur Spezial-Verwaltungsgerichte.
Nach § 1 der Verwaltungsgerichtsordnung (VwGO) von 1960 wird die Verwaltungsgerichtsbarkeit durch unabhängige, von den Verwaltungsbehörden getrennte Gerichte ausgeübt, um im Hinblick auf die Gewaltenteilung sicherzustellen, dass für alle Gebiete der Verwaltung auch wirklich die Entscheidung echter Gerichte nachgesucht werden kann.

## Bedeutung
Aus dem im Grundgesetz verbürgten Rechtsstaatsprinzip folgt das Gewaltmonopol des Staates. Die Staatsgewalt wird vom Volke in Wahlen und Abstimmungen und durch besondere Organe der Gesetzgebung, der vollziehenden Gewalt und der Rechtsprechung ausgeübt (Art. 20 Abs. 2 Satz 2 GG). Das setzt eine funktionsfähige Rechtspflege und effektiven Rechtsschutz voraus.
Für Rechtsverletzungen durch die „öffentliche Gewalt“, namentlich die Exekutive, enthält Art. 19 Abs. 4 Satz 1 GG eine Rechtsweggarantie. Rechtsstreitigkeiten zwischen Privaten fallen nicht darunter. Für diese gilt aber der allgemeine Justizgewährungsanspruch. Art. 19 Abs. 4 Satz 2 GG stellt sicher, dass subsidiär der ordentliche Rechtsweg eröffnet und für jeden Fall ein staatliches Gericht zuständig ist.
Die Rechtsschutzgarantie ein vorbehaltlos gewährleistetes Verfahrens- und Leistungsgrundrecht und kann nur durch verfassungsimmanente Schranken eingeschränkt werden. Dazu zählt der Ausschluss des Rechtswegs im Fall des Art. 10 Abs. 2 Satz 2, Art. 19 Abs. 4 Satz 3 GG. Bestimmte Beschränkungen des Brief-, Post- und Fernmeldegeheimnisses durch Behörden des Bundes, die dem Schutz der freiheitlichen demokratischen Grundordnung oder des Bestandes oder der Sicherung des Bundes oder eines Landes dienen, unterliegen nicht der gerichtlichen Kontrolle. Stattdessen werden sie von dem parlamentarischen Kontrollgremium nach dem Artikel 10-Gesetz überprüft.
Die Straf- und Zivilgerichte werden auch heute noch als ordentliche Gerichte bezeichnet, obwohl unter dem Grundgesetz auch die Verwaltungsgerichte mit unabhängigen, „ordentlichen“ Richtern besetzt sind. Ob der ordentliche Rechtsweg eröffnet ist, entscheidet also in aller Regel nicht mehr darüber, ob überhaupt Gerichte entscheiden werden, sondern nur noch über die Frage, welcher Gerichtszweig.
Der effektive Zugang zu gerichtlichem Rechtsschutz ist aber auch durch die Einrichtung und Ausstattung der Gerichte bedingt. In diesem Zusammenhang wird immer wieder von der „knappen Ressource Recht“ gesprochen. Die Personalbedarfsplanung für Gerichtsbarkeiten und Staatsanwaltschafte wird gegenwärtig nach dem PEBB§Y-System durchgeführt.
Auch die Globalisierung ist nicht folgenlos für den Zugang zum Recht: In den vermehrt auch grenzüberschreitenden Bezug aufweisenden Handelsstreitigkeiten scheuen es ausländische Vertragspartner deutscher Unternehmen, in deutscher Gerichtssprache zu verhandeln (vgl. § 184 GVG) und einen deutschen Gerichtsstand zu wählen (vgl. § 38 ZPO). Daher wurde erstmals im Jahr 2010 ein Gesetzantrag der Länder Nordrhein-Westfalen und Hamburg zur Einführung von Kammern für internationale Handelssachen in den Bundesrat eingebracht, um in Handelssachen mit internationalem Bezug vor deutschen Gerichten in englischer Sprache verhandeln zu können. Eine entsprechende Gesetzesänderung zur Errichtung sog. „Commercial Courts“ gab es bislang zwar nicht. Beim Landgericht Frankfurt am Main besteht jedoch seit 2018 per Geschäftsverteilungsplan eine Kammer für internationale Handelssachen (Chamber for International Commercial Disputes). Auch das Landgericht Berlin hat zum Geschäftsjahr 2021 eine Internationale Kammer für Handels- und Wettbewerbssachen und eine Internationale Zivilkammer für Baustreitigkeiten und allgemeine Zivilsachen eingerichtet, vor der die Verfahrensbeteiligten Rechtsstreitigkeiten mit internationalem Bezug auf Englisch verhandeln können.

## Einzelne Rechtswege
Die Zulässigkeit des beschrittenen Rechtswegs ist eine Prozessvoraussetzung. Ist der beschrittene Rechtsweg unzulässig, spricht das Gericht dies gem. § 17a Abs. 2 des Gerichtsverfassungsgesetzes (GVG) nach Anhörung der Parteien von Amts wegen aus und verweist den Rechtsstreit zugleich an das zuständige Gericht des zulässigen Rechtsweges.
Für die Frage, in welchem Rechtsweg über einen Rechtsstreit zu entscheiden ist, kommt es anerkanntermaßen auf die Auslegung des Klägervortrags gegebenenfalls unter Heranziehung des unstreitigen Parteivortrages an. Grundlage der Entscheidung über die Zulässigkeit des Rechtsweges ist insoweit der nur in rechtlicher Hinsicht zu überprüfende Sachvortrag der Klägerseite, da dieser den Streitgegenstand bestimmt. Die Einwendungen des Beklagten sind demgegenüber unbeachtlich. Die behauptete Zuständigkeit muss sich schlüssig aus dem Klägervorbringen ergeben. Beweise brauchen nicht erhoben zu werden.

### Ordentliche Gerichte
Vor die ordentlichen Gerichte gehören die bürgerlichen Rechtsstreitigkeiten, die Familiensachen und die Angelegenheiten der freiwilligen Gerichtsbarkeit (Zivilsachen) sowie die Strafsachen, für die nicht entweder die Zuständigkeit von Verwaltungsbehörden oder Verwaltungsgerichten begründet ist oder auf Grund von Vorschriften des Bundesrechts besondere Gerichte bestellt oder zugelassen sind (§ 13 GVG). Allerdings wird die Zulässigkeit des beschrittenen Rechtsweges durch eine nach Rechtshängigkeit eintretende Veränderung der sie begründenden Umstände nicht berührt (§ 17 Abs. 1 Satz 1 GVG). Hat ein Gericht den zu ihm beschrittenen Rechtsweg rechtskräftig für zulässig erklärt, sind andere Gerichte an diese Entscheidung gebunden. Das über ein Rechtsmittel in der Hauptsache entscheidende Gericht prüft nicht die Zulässigkeit des Rechtsweges (§ 17a GVG). Die Verwaltungsbehörde ist etwa für die Verfolgung von Ordnungswidrigkeiten zuständig (§ 35 Ordnungswidrigkeitengesetz).

### Verwaltungsrechtsweg
Der Verwaltungsrechtsweg ist in allen öffentlich-rechtlichen Streitigkeiten nichtverfassungsrechtlicher Art gegeben, soweit die Streitigkeiten nicht durch Bundesgesetz einem anderen Gericht ausdrücklich zugewiesen sind (§ 40 Abs. 1 Satz 1 Verwaltungsgerichtsordnung - VwGO).
Eine abdrängende Sonderzuweisung gilt insbesondere für öffentlich-rechtliche Streitigkeiten in Angelegenheiten der Sozialversicherung, die von den Sozialgerichten entscheiden werden (§ 51 SGG) sowie für öffentlich-rechtliche Streitigkeiten über Abgabenangelegenheiten, in denen der Finanzrechtsweg gegeben ist (§ 33 FGO). Abdrängende Sonderzuweisungen zu den ordentlichen Gerichten enthält § 40 Abs. 2 VwGO für vermögensrechtliche Ansprüche aus Aufopferung für das gemeine Wohl und Ansprüche aus Amtshaftung, außerdem § 23 EGGVG für Justizverwaltungsakte.
Eine aufdrängende Sonderzuweisung liegt vor, wenn eine Streitigkeit unabhängig von ihrer Rechtsnatur durch eine gesetzliche Regelung der Entscheidung durch die Verwaltungsgerichte unterliegt. Das gilt beispielsweise für Klagen von Beamten aus dem Beamtenverhältnis, für Soldaten aus dem Wehrdienstverhältnis oder Richter im Bundesdienst (§ 54 BeamtStG, § 82 SG, § 46 DRiG). Das gilt auch für Streitigkeiten um eine Eintragung in die Handwerksrolle (§ 8 Abs. 4, § 12 HwO).

### Finanzrechtsweg
Der Finanzrechtsweg ist insbesondere in Abgabenangelegenheiten und den weiteren in § 33 der Finanzgerichtsordnung (FGO) genannten Angelegenheiten gegeben.

### Gerichte für Arbeitssachen
Die Gerichte für Arbeitssachen sind  im Urteilsverfahren ausschließlich zuständig für die in § 2 des Arbeitsgerichtsgesetzes (ArbGG) genannten Rechtsstreitigkeiten, im Beschlussverfahren für die in § 2a ArbGG genannten Angelegenheiten.

### Gerichte der Sozialgerichtsbarkeit
Die Gerichte der Sozialgerichtsbarkeit entscheiden über die in § 51 des Sozialgerichtsgesetzes (SGG) genannten öffentlich-rechtlichen Streitigkeiten.

### Bundesverfassungsgericht
Das Bundesverfassungsgericht entscheidet über die ihm im Grundgesetz, insbesondere in Art. 94 GG und in § 13 Bundesverfassungsgerichtsgesetz (BVerfGG) zugewiesenen Fälle.

## Ausschluss des Rechtswegs

### Schiedsvereinbarung
Die Eröffnung des Rechtsweges ist verfassungsrechtlich und gesetzlich vorgeschrieben. Die Parteien können Abweichendes vereinbaren und den Zugang zu staatlichen Gerichten ausschließen, indem sie eine Schiedsvereinbarung treffen (Beispiel: § 4, § 101 ArbGG). In einer Angelegenheit, die Gegenstand einer Schiedsvereinbarung ist, hat das Gericht die Klage gegebenenfalls als unzulässig abzuweisen (§ 102 ArbGG, § 1032 ZPO).

### Nicht einklagbare Ansprüche
Nicht einklagen kann man gemäß § 762 des Bürgerlichen Gesetzbuchs (BGB) Gewinne aus (illegalen) Spielen und Wetten sowie Spiel- und Wettschulden. Gewinne aus Spielen und Wetten sind sogenannte unvollkommene Verbindlichkeiten (§ 762 Abs. 1 Satz1 BGB). Auf Gewinne aus diesen (Spiel- oder Wett-) Verträgen besteht daher kein Anspruch. Sie können also auch nicht eingeklagt werden. Mit einem entsprechenden Hinweis macht der Veranstalter auf diese Rechtslage aufmerksam. Etwas anderes gilt dagegen bei einer Gewinnzusage im Sinne des § 661a BGB, die den Unternehmer verpflichtet, den zugesagten Gewinn auszuzahlen.

### Klausel „Der Rechtsweg ist ausgeschlossen“
Auch der vertragliche Ausschluss der Klagbarkeit eines Anspruchs in Allgemeinen Geschäftsbedingungen (AGB) eines Gewinnspiels ist sowohl nach älterer Rechtsprechung als auch nach einer Literaturmeinung grundsätzlich möglich. Die Klausel „Der Rechtsweg ist ausgeschlossen“ schließt sowohl einen Anspruch auf Auszahlung des Gewinns als auch auf gerichtliche Überprüfung der Auswahlentscheidung aus.
Einschränkend wird im Hinblick auf § 242 BGB allerdings vielfach verlangt, dass dieser Ausschluss nur dann wirksam erfolgen könne, wenn er auf dem freien Willen der Parteien beruhe und beide Seiten sich dabei gleichberechtigt gegenüber stünden. Insbesondere dürfe keine Partei die andere durch wirtschaftliche oder soziale Überlegenheit zum Ausschluss der Klagbarkeit nötigen. Eine irgendwie geartete wirtschaftliche oder soziale Überlegenheit erkannte das Landgericht Hannover bei einem von einem Radiosender veranstalteten Gewinnspiel gegenüber den Teilnehmern nicht.
Nach Ansicht des Oberlandesgerichts Dresden und des Oberlandesgerichts Köln ist eine solche allgemeine Geschäftsbedingung allerdings unwirksam, soweit eine Auslobung vorliegt.